# 灰體藍首魚
灰體藍首魚，為輻鰭魚綱鱸形目隆頭魚亞目慈鯛科的其中一種，被IUCN列為易危保育類動物，分布於非洲坦干伊喀湖北部流域，體長可達12公分，棲息在岩石底質底層水域，生活習性不明，可作為觀賞魚。

## 擴展閱讀
維基物種上的相關：灰體藍首魚